# ملعب حسين رويبح
ملعب حسين رويبح هو ملعب لكرة القدم يقع في مدينة جيجل الجزائرية. وهو مقر تدريبات نادي شباب جيجل.

## مواضيع ذات صلة
- الرياضة في الجزائر
- الاتحادية الجزائرية لكرة القدم
- قائمة ملاعب كرة القدم في الجزائر

## وصلات خارجية
- (بالعربية) الموقع الرسمي للاتحادية الجزائرية لكرة القدم